# باسکو دیاباته
باسکو دیاباته (انگلیسی: Bassekou Diabaté؛ زادهٔ ۱۵ آوریل ۲۰۰۰) بازیکن فوتبال اهل مالی است.
از باشگاه‌هایی که در آن بازی کرده است می‌توان به باشگاه فوتبال لخیا گدانسک اشاره کرد.
وی همچنین در تیم ملی فوتبال مالی بازی کرده است.